# Édouard Damestoy
Édouard Damestoy est un skater français né en 1997 à Bordeaux. Spécialiste des disciplines de vert' (l'équivalent du half-pipe en snowboard) et de méga rampe, il devient champion du monde de vert' en 2019, et conserve son titre en 2022.
Il décroche la même année la première médaille d'or française aux X-Games, dans le concours du megapark.

## Biographie
Édouard Damestoy naît en 1997 à Bordeaux dans une famille de surfeurs. Après le bac, il entreprend des études dans la section Sportifs de haut niveau de l'IUT Techniques de commercialisation de sa ville natale.

## Palmarès
En 2014, il devient champion de France Espoir de big ramp (des rampes d'au moins 3,5 mètres de haut) et de bowl.
Il remporte en 2017 le championnat de France et le championnat d'Europe de vert', et termine 8e à la Vert Attack, une compétition qui réunit les meilleurs skateurs mondiaux.
En 2018 il se classe à la 14e place de l'Australia bowl-a-rama et décroche la 4e place à la nouvelle édition de la Vert Attack. Il conserve son titre de champion de France lors d'une compétition à Annecy et celui de champion d'Europe au NL Contest. Cette même année il aborde la discipline de la méga rampe (des rampes de forte hauteur).
En avril 2019 Édouard Damestoy remporte en Suède la Vert' Attack. Il devient en juillet champion du monde de skateboard vert' lors des Word Roller Games organisés à Barcelone,. Sélectionné en août pour les X-Games de Minneapolis (la compétition de référence de la discipline), il ne parvient à se qualifier pour les phases finales ni en vert', ni en méga rampe.
Une blessure à l'entraînement en avril 2021 l'empêche de participer aux Jeux olympiques de Tokyo, où sa spécialité fait son entrée au titre de « discipline additionnelle ». Rétabli après une opération chirurgicale, il remporte en juillet la compétition internationale Tony Hawk's Vert Alert à Salt Lake City.
C'est en juillet 2022 à Los Angeles qu'il décroche la médaille d'or du megapark aux X-Games — un parcours combinant des modules de vert' et une big ramp —, devenant le premier Français à remporter une épreuve dans cette compétition traditionnellement dominée par les Américains et les Brésiliens. Il surclasse notamment le Californien multimédaillé Elliot Sloan (en), dans le skatepark privé duquel se déroulait la compétition. Aux mêmes Jeux il se classe 9e en vert' et 6e au best trick (concours d'exécution d'une figure unique). Le 31 octobre de le même année il conserve sa première place mondiale de vert' aux World Skate Games — nouvelle appellation des World Roller Games — qui se disputent à Buenos Aires.
En mai 2023 il obtient la médaille d'or dans la catégorie vert' aux X-Games, au Japon pour cette année-là, avec un score de 90.00 obtenu lors de son premier run.

## Activité d'acteur
En parallèle de sa carrière sportive, Édouard Damestoy interprète le rôle de « Al »Pinto dans la mini série humoristique de Frank Bellocq Des jours meilleurs diffusée sur France 4 à partir de 2017.